# Тюрмер, Дьюла
Дью́ла Тю́рмер (венг. Thürmer Gyula; род. 14 апреля 1953, Будапешт) — венгерский политик, председатель Венгерской коммунистической рабочей партии с 1989 года. Партийный кандидат на должность премьер-министра на парламентских выборах 2010 года.

## Биография
Родился в семье военнослужащего.
В 1976 году окончил МГИМО, работал в МИД Венгрии, защитил диссертацию по международной политике. В 1980–1982 работал в посольстве ВНР в Москве, с ноября 1988 ответственный работник международного отдела ЦК ВСРП (занимался вопросами сотрудничества с СССР и КПСС). В мае 1988 года стал советником Венгерской социалистической рабочей партии по внешней политике.
В 1989 году после перехода большинства членов ВСРП в умеренную ВСП активно участвовал в создании новой партии (нынешней Венгерской рабочей партии). 17 декабря того же года был избран председателем партии; занимает этот пост и в настоящее время.
В 2014 выдвинулся кандидатом на выборах мэра Будапешта, однако в регистрации ему было отказано.
Владеет несколькими иностранными языками, включая английский, испанский, итальянский, немецкий, японский, русский и сербский.
Женат, имеет двоих детей: сын Мате Дьюла и дочь Марианна.

## Книги
- A fegyveres küzdelem és a gazdaság (1977, соавтор)
- Nem kell NATO! (1995), Progressio Kft.
- Balszemmel (книжная серия, 2006-), Progressio Kft.
- Az elsikkasztott ország (2009), Korona Kiadó

## Ссылка
- Кто есть кто в мировой политике / Отв. ред. Л. П. Кравченко. — М.: Политиздат, 1990. — С. 451.
- Биография на официальном сайте ВКРП (венг.)